# Shelvin Mack
Shelvin Bernard Mack (Lexington, 22 aprile 1990) è un ex cestista statunitense, di ruolo playmaker.

## Carriera
È stato selezionato dai Washington Wizards al secondo giro del Draft NBA 2011 (34ª scelta assoluta).

## Statistiche

### College
| Anno      | Squadra         | PG  | PT  | MP   | TC%  | 3P%  | TL%  | RP  | AP  | PRP | SP  | PP   |
| --------- | --------------- | --- | --- | ---- | ---- | ---- | ---- | --- | --- | --- | --- | ---- |
| 2008-2009 | Butler Bulldogs | 32  | 32  | 30,7 | 39,1 | 32,6 | 75,7 | 4,4 | 3,5 | 1,1 | 0,0 | 11,9 |
| 2009-2010 | Butler Bulldogs | 38  | 38  | 30,9 | 45,4 | 39,1 | 73,4 | 3,7 | 3,0 | 1,4 | 0,1 | 14,1 |
| 2010-2011 | Butler Bulldogs | 38  | 37  | 32,1 | 40,8 | 35,4 | 76,9 | 4,5 | 3,4 | 0,8 | 0,1 | 16,0 |
| Carriera  | Carriera        | 108 | 107 | 31,2 | 41,9 | 35,7 | 75,5 | 4,2 | 3,3 | 1,1 | 0,1 | 14,1 |

### NBA

#### Regular season
| Anno      | Squadra            | PG  | PT | MP   | TC%  | 3P%  | TL%  | RP  | AP  | PRP | SP  | PP   |
| --------- | ------------------ | --- | -- | ---- | ---- | ---- | ---- | --- | --- | --- | --- | ---- |
| 2011-2012 | Wash. Wizards      | 64  | 0  | 12,2 | 40,0 | 28,6 | 71,2 | 1,4 | 2,0 | 0,4 | 0,0 | 3,6  |
| 2012-2013 | Wash. Wizards      | 7   | 2  | 20,1 | 40,0 | 30,8 | 50   | 2,3 | 3,3 | 0,9 | 0,0 | 5,3  |
| 2012-2013 | Philadelphia 76ers | 4   | 0  | 1,8  | 50,0 | 0,0  | 0,0  | 0,0 | 0,3 | 0,0 | 0,0 | 0,5  |
| 2012-2013 | Atlanta Hawks      | 20  | 1  | 13,4 | 48,8 | 40,0 | 57,1 | 1,2 | 2,2 | 0,5 | 0,0 | 5,2  |
| 2013-2014 | Atlanta Hawks      | 73  | 11 | 20,4 | 41,7 | 33,7 | 86,5 | 2,2 | 3,7 | 0,7 | 0,0 | 7,5  |
| 2014-2015 | Atlanta Hawks      | 55  | 0  | 15,1 | 40,1 | 31,5 | 80,6 | 1,4 | 2,8 | 0,5 | 0,0 | 5,4  |
| 2015-2016 | Atlanta Hawks      | 24  | 0  | 7,5  | 42,1 | 14,8 | 75   | 0,9 | 1,6 | 0,3 | 0,0 | 3,9  |
| 2015-2016 | Utah Jazz          | 28  | 27 | 31,4 | 44,4 | 35,7 | 73,5 | 3,8 | 5,3 | 0,9 | 0,1 | 12,7 |
| 2016-2017 | Utah Jazz          | 55  | 9  | 21,9 | 44,6 | 30,8 | 68,8 | 2,3 | 2,8 | 0,8 | 0,1 | 7,8  |
| 2017-2018 | Orlando Magic      | 69  | 3  | 19,8 | 43   | 34,5 | 71,1 | 2,4 | 3,9 | 0,8 | 0,1 | 6,9  |
| 2018-2019 | Memphis Grizzlies  | 53  | 3  | 22,7 | 41,4 | 35,9 | 70,7 | 1,9 | 3,4 | 0,8 | 0,1 | 7,9  |
| 2018-2019 | Charlotte Hornets  | 4   | 0  | 10,5 | 14,3 | 0,0  | 55,6 | 0,5 | 0,3 | 0,5 | 0,0 | 2,3  |
| Carriera  | Carriera           | 456 | 56 | 18,4 | 42,3 | 33,0 | 73,1 | 2,0 | 3,1 | 0,7 | 0,1 | 6,6  |

#### Play-off
| Anno     | Squadra       | PG | PT | MP   | TC%  | 3P%  | TL%  | RP  | AP  | PRP | SP  | PP  |
| -------- | ------------- | -- | -- | ---- | ---- | ---- | ---- | --- | --- | --- | --- | --- |
| 2013     | Atlanta Hawks | 4  | 0  | 5,5  | 44,4 | 40,0 | 0,0  | 1,8 | 1,8 | 0,0 | 0,0 | 2,5 |
| 2014     | Atlanta Hawks | 7  | 0  | 16,9 | 40,4 | 37,0 | 75,0 | 1,9 | 3,6 | 0,6 | 0,0 | 8,1 |
| 2015     | Atlanta Hawks | 10 | 0  | 9,9  | 38,5 | 28,6 | 50,0 | 1,1 | 1,0 | 0,8 | 0,0 | 3,9 |
| 2017     | Utah Jazz     | 9  | 3  | 17,2 | 34,7 | 46,7 | 86,7 | 2,8 | 2,0 | 0,4 | 0   | 6,0 |
| Carriera | Carriera      | 30 | 3  | 13,1 | 38,2 | 36,8 | 75,8 | 1,9 | 2,0 | 0,5 | 0,0 | 5,3 |

## Palmarès
- Coppa di Israele: 1

Hapoel Gerusalemme: 2019-20
- Coppa di Grecia: 1

Panathīnaïkos: 2020-21